# Годило-Годлевський Олександр Єлізарович
Олександр Єлізарович Годило-Годлєвський (7 січня 1880 — †?) — полковник Армії УНР.

## Життєпис
Походив із дворян Києва. Народився 7 січня 1880 в Житомирі. Закінчив Володимирський Київський кадетський корпус, Михайлівське артилерійське училище (1901), вийшов підпоручиком до 5-го мортирного артилерійського полку. У складі 5-ї Східно-Сибірської стрілецької артилерійської бригади брав участь у Російсько-японській війні. Був контужений.
Згодом служив у 5-й резервній артилерійській бригаді (Волочиськ). З 1911 р. — у 47-й артилерійській бригаді (Саратов). На чолі 5-ї батареї цієї бригади пішов на Першу світову війну. З 31 березня 1916 р. — командир 2-го дивізіону 47-ї артилерійської бригади. У 1917 р — начальник 47-ї артилерійської бригади. З 15 квітня 1917 р. — полковник.
З 2 лютого 1918 р — рівненський повітовий військовий комендант. З 12 квітня 1918 р. — помічник губернського коменданта Поділля. З 6 червня 1918 р — рівненський повітовий комендант. З 20 вересня 1918 р — начальник артилерійської частини штабу 6-го Полтавського корпусу Армії Української Держави.
З 1 січня 1919 р — завідувач артилерійської частини штабу Лівобережного фронту Дієвої армії УНР. З 1 лютого 1919 р. — завідувач артилерійської частини Запорізького корпусу Дієвої армії УНР. З 25 березня 1919 р — начальник постачання Запорізького корпусу. З 1 квітня 1919 р. — начальник постачання Східного фронту Дієвої армії УНР (одночасно — командир панцерного потягу).
З 15 квітня 1919 р — начальник комісії по прийому та класифікації майна Східного фронту, переданого румунській владі. У 1919—1920 рр. служив у Корпусі кордонної охорони УНР. У квітні 1920 р. — організатор та командир 14-го стрілецького куреня 5-ї бригади 2-ї (згодом — 3-ї Залізної) дивізії Армії УНР. Був поранений у ногу. З кінця липня 1920 р — приділений до штабу 3-ї Залізної стрілецької дивізії. Начальник Школи хорунжих воєнного часу 3-ї Залізної дивізії Армії УНР.
З 1923 р. жив на еміграції в м. Тарнів. Подальша доля невідома.